# Nueva Lucena
Nueva Lucena es un municipio filipino de cuarta clase, perteneciente a la provincia de Iloílo, en las Bisayas Occidentales.

## Demografía
En 2020, el municipio de Nueva Lucena tenía censados 24 314 habitantes.